# Pfastatt
Pfastatt (wym. [faʃtat]) – miejscowość i gmina we Francji, w regionie Grand Est, w departamencie Górny Ren.
Od sierpnia 2025 roku kompleks sportowy COSEC w tej miejscowości nosi nazwisko siatkarza reprezentacji Francji Benjamina Toniuttiego. Rozgrywający kadry narodowej Francji właśnie tam stawiał swoje pierwsze kroki w siatkówce. Pfastatt jest rodzinnym miastem siatkarza. Otrzymał Order Narodowy Zasługi (Ordre national du Mérite).
Według danych na rok 1990 gminę zamieszkiwało 8061 osób, 1538 os./km².